# جون لانج
جون لانج (بالإنجليزية: June Lang)‏ هي ممثلة أمريكية، ولدت في 5 مايو 1917 بمنيابولس في الولايات المتحدة، وتوفيت في 16 مايو 2005 بفالي فيليج في الولايات المتحدة.

## وصلات خارجية
- جون لانج على موقع IMDb (الإنجليزية)
- جون لانج على موقع ألو سيني (الفرنسية)
- جون لانج على موقع أول موفي (الإنجليزية)
- جون لانج على موقع قاعدة بيانات الأفلام السويدية (السويدية)
- جون لانج على موقع إن إن دي بي (الإنجليزية)
- جون لانج على موقع قاعدة بيانات الفيلم (الإنجليزية)
- جون لانج على موقع كينوبويسك (الروسية)